# Faneron
El faneron (del grec φανερός, 'visible o mostrable') és la totalitat d'allò present per a la ment o per a la consciència.

## Origen
El terme faneron fou emprat per primera vegada per Charles Sanders Peirce: «Entenc per faneron la totalitat col·lectiva de tot allò que d'alguna manera o en algun sentit es presencia a la ment, amb total independència del fet que correspongui o no a quelcom real. Si es pregunta quan, o a quina ment, diré que deixo aquestes preguntes sense resposta, atès que mai no vaig tenir cap dubte que els trets del faneron que vaig trobar a la meva ment estiguin presents permanentment a totes les ments».